# Wapowce
Wapowce is een plaats in het Poolse district  Przemyski, woiwodschap Subkarpaten. De plaats maakt deel uit van de gemeente Przemyśl en telt 350 inwoners.